# 4호 전차
4호 전차(독일어: Panzerkampfwagen IV; Pz.Kpfw. IV 판처캄프바겐 피어[*] Sd.Kfz 161)는 제2차 세계대전 당시 독일군이 사용했던 중형전차이다. 본래 보병 지원을 목적으로 계획되었으며 대전차전은 본 용도가 아니었으나, 대전 발발 후 대전차전을 맡았던 3호 전차의 문제가 도출되고 동부전선에서 T-34와 마주하게 되면서 구형화된 3호 전차를 대신해 주력을 도맡게 되었다. 1936년 개발이 시작된 이후로 세계대전이 끝날 때까지 끊임없이 생산된 유일한 전차로서 독일군이 활동한 모든 전선에 투입되었으며 독일군 전차 중에서 가장 많이 생산된 전차로서 나스호른 대전차 자주포, 훔멜 자주포 등과 같은 다수의 전투 차량의 모태가 되기도 하였다. 약 300대가 독일 밖으로 수출되었는데 이들 중 4호 전차 J형들은 시리아로 수출되어 6일 전쟁에서 싸웠다.
4호 전차는 나치 독일에서 가장 많은 파생형을 가진 전차이며 약 8,800대 생산되었고 A, B, C, D, E, F1, F2/G, H, J형으로 나뉘었으며 훔멜(Hummel) 자주포, 나스호른 대전차 자주포, 4호 구난전차, 4호 돌격포(Sturmgeschütz IV, StuG IV), 4호 돌격전차 브룸베어(Stumpanzer IV Brummbär), 4호 구축전차(Jagdpanzer IV), 4호 대공전차 뫼벨바겐(Flakpanzer IV Möbelwagen), 4호 대공전차 비르벨빈트(Flakpanzer IV Wirbelwind), 4호 대공전차 오스트빈트(Flakpanzer IV Ostwind), 4호 대공전차 쿠겔블리츠(Flakpanzer IV Kugelblitz), 4호 대공전차-Flakversuchswagen, 4호 전차 바펜트래거(Panzer IV Waffentäger) 등의 파생형이 있다.

## 역사
4호 전차는 하인츠 구데리안의 창안에서 시작되었다. 지원 전차로서 24구경장 7,5 cm 곡사포를 주포로 탑재하여 적의 대전차포와 요새에 대항한다는 구상으로서 1934년 대전차 주력 전차가 될 3호 전차와 함께 계획이 시작되었다. 아직까지 베르사유 조약의 제약이 유효했기 때문에 '호위차량'이라는 이름으로 위장되어 MAN사, 크루프사, 라인메탈사가 각자 설계를 진행하였고 크룹사의 설계가 채택되어 1936년 A형의 생산이 시작되었고 이후 개량을 거쳐 B형과 C형이 생산되었다. 이들 A, B, C형은 테스트 및 훈련용으로 사용되었고 본격적인 양산형 D형이 1939년부터 생산, 전장에 배치되었다. 실전에 사용되면서 꾸준히 개량도 진행되어 1941년 6월 22일 동부전선이 개전되었을 때는 A형에 비해 장갑이 3배 가까이 증가한 F형이 생산되고 있었으나 주포는 이미 대전차력이 부족하다고 판명된 24구경장의 단포신 7,5 cm KwK 37 L/24 전차포였다. 4호 전차의 화력에 불만을 느낀 히틀러의 간섭에 의해 50mm/60구경장 전차포를 탑재한 4호 전차가 80량 생산될 예정이었으나 소련군의 T-34, KV 전차 등과 마주친 후 이 계획은 폐기되고 1942년부터 43구경장(1943년 3월 경부터는 48구경장) 75mm 전차포*를 탑재한 G형의 생산이, 1943년 4월부터는 4호 전차 중에서 최다 생산형인 H형이, 1944년 6월부터는 마지막 생산형인 J형의 생산이 시작되어 총 995여대가 생산되었다.
- 구경장 : 포신의 길이를 나타내는 단위. 포신의 길이를 포 구경의 수치로 나눈 것. 7,5 cm 24구경장 포의 길이는 구경 75 mm X 구경장 24 = 1800 mm 즉, 1.8 m가 된다.
- 구경은 같은 75 mm지만 포신의 길이를 연장시킴으로써 명중률과 위력을 높였다. 같은 구경이라도 포신의 길이에 따라 위력이 달라지며 장포신일수록 위력이 높아진다. A형부터 양산형 D형을 거쳐 F형의 초기형인 F1형까지는 단포신인 7,5 cm KwK 37 L/24, 즉 37년형 24구경장 전차포를 사용했으며 F형의 후기사양인 F2형부터 G형 초기형까지는 장포신인 7,5 cm KwK 40 L/43구경장 포를, 그다음 G형 후기형부터 H형, J형까지는 7,5 cm KwK 40 L/48구경장 전차포를 장착했다.

## 개량형 및 파생형

### 개량형
- 4호 전차 A형 - 최초의 4호 전차
- 4호 전차 B형 - 엔진 교체 버전
- 4호 전차 C형
- 4호 전차 D형 - 최초 양산형이며 24구경장의 7,5 cm KwK 37 L/24 단포신 전차포를 장착했으며 정면장갑 두께는 30 mm, 측면장갑 두께는 20 mm
- 4호 전차 E형 - 차체 정면장갑에 30 mm 장갑판, 차체 측면장갑 일부에 20 mm 장갑판을 리벳을 박아 붙인 버전
- 4호 전차 F1형 - 차체와 포탑 모두 정면장갑은 50 mm로 통일하고, 측면장갑은 30 mm로 통일한 버전
- 4호 전차 F2형 - 43구경장의 7,5 cm PaK 39 대전차포를 개수해 만든 7,5 cm KwK 40 L/43 전차포로 주포를 환장한 버전
- 4호 전차 G형 - 차체 정면장갑 두께를 80 mm로 강화하고 48구경장의 7,5 cm PaK 40 대전차포를 개수해 만든 7,5 cm KwK 40 L/48 전차포로 주포를 환장하기 시작한 버전
- 4호 전차 H형 - 4호 전차 G형에서 포탑과 차체 측면에 쉬르첸 공간장갑을 두른 4호 전차 최강의 버전
- 4호 전차 J형 - 4호 전차 H형에서 포탑 선회장치의 전기모터를 제거하고 수동으로 바꿔 생산 시간과 가격을 낮춘 염가형 버전

### 파생형

#### 4/5호 전차?
4호 전차 H형의 포탑을 5호 전차 판터의 차체에 얹은 버전이 있다고 한다. 4/5호 전차의 사진이 존재하긴 하나, 포토샵 등으로 조작한 것인지 확인이 불가해 4/5호 전차의 존재 여부는 확인할 수 없다.

## 활약
전쟁 초 생산량이 200~300여 대에 불과했던데다가 독소전쟁 직전까지도 4호 전차의 주포였던 24구경장 7,5 cm KwK 37 L/24 속사포는 철갑탄의 관통력이 최대 60 mm에 불과할 정도로 부족하여 프랑스군의 소뮤아 S-35, 영국군의 마틸다 보병전차 등을 상대하는데 어려움이 많았다. 그러나 독소전쟁이 발발하면서 소련군의 중전차들을 상대하게 되자 이미 한계에 달한 3호 전차에 비해 훨씬 대구경의 주포를 탑재할 수 있는 4호 전차에 개량의 초점이 맞추어져, 주포 길이가 두배 가까이 늘어난 장포신의 F2/G형 초기형(43구경장), G형 후기형/H/J형(48구경장)은 소련의 T-34와 KV-1를 격파할 수 있는 전차로서 북아프리카 등지에도 투입되는 등 3호 전차를 대체하는 독일군의 주력 전차로 자리매김하기 시작했고 쿠르스크 전투, 노르망디 상륙 작전, 벌지 전투 등 대전 말기의 모든 전장에 투입되었다.

## 같이 보기
- 제2차 세계 대전 후 독일 전차